# لوچیانو گوایکوچا
لوچیانو گوایکوچا (انگلیسی: Luciano Guaycochea؛ زادهٔ ۲۴ آوریل ۱۹۹۲) بازیکن فوتبال اهل آرژانتین است.
از باشگاه‌هایی که در آن بازی کرده‌است می‌توان به باشگاه فوتبال بلدیه‌اسپور آق‌حصار اشاره کرد.